# Морбид Ейнджъл
Морбид Ейнджъл (Morbid Angel) е американска дет метъл група от град Тампа, щата Флорида, САЩ. Призната е за пионер в жанра.

## История
През 1984 година е формирана група с името Ice, която малко по-късно се преименува на Heretic и Морбид Ейнджъл. Те подписват договор с Earcahe Records и издават хаотичния и тежък дебютен албум Altars of Madness. През 1991 година вече „помъдрялите“ музиканти издават Blessed Are the Sick. Лидер е вокалиста и китарист с прозвище Трей Азагтот. Ново материал е албум Kingdoms Disdained издаден през 2017 г.

## Дискография

### Албуми
- Altars of Madness – (1989)
- Blessed Are the Sick – (1991)
- Covenant – (1993)
- Domination – (1995)
- Formulas Fatal to the Flesh – (1998)
- Gateways to Annihilation – (2000)
- Heretic – (2003)
- Illud Divinum Insanus – (2011)
- Kingdoms Disdained – (2017)

### EP
- Laibach Remixes – (1994)

### Демо
- Bleed for the Devil – (1986)
- Total Hideous Death – (1986)
- Scream Forth Blasphemies – (1987)
- Thy Kingdom Come – (1987)
- Abominations of Desolation – (1991) (Записан през 1986 г.)

### Концертни албуми
- Entangled in Chaos – (1996)
- Juvenilia – (2015)

### Компилации
- Love of Lava – (1999)
- Earache Death Metal Packs – (2008)
- Illud Divinum Insanus - The Remixes – (2012)
- The Best of Morbid Angel – (2016)